# Світлана Няньо
Світлана Охріменко, відома під псевдонімом Світлана Няньо (нар. в місті Київ) — українська авангардна співачка у жанрі етноготичного, психоделічного фолку, учасниця експериментального київського гурту «Цукор — біла смерть», художниця авангардного мистецтва, педагог за освітою. 
Після розпаду гурта, завдяки якому й була набута головна слава, учасники розплелися на пошуки музи, так утворились похідні проєкти Світлани, як-от — Самшит Не Сахар, Пухнасті, Blemish, Сусіхвазібіда, Poincicana Nightmare тощо. Поза тісним контекстом Світлана брала участь в колабораціях з відомим музикантом Олександром Юрченком, з яким спільно записала альбоми «Знаєш як? Розкажи» та «Лісова Колекція».
В масовій культурі музика Няньо використовувалась у фільмах «Стоп — земля» та «Зошит Війни».

## Біографія
Про Світлану Няньо відомо відносно небагато. У інтерв'ю RWCDAX вона зазначила, що виросла у родині католиків, звідки й утворився інтерес до релігійної й традиційної музики. У юності майбутня виконавиця вчилась в київській консерваторії, де в 1988 році разом з Євгеном Тараном, Олександром Кочановським і Тамілою Мазур утворили славнозвісний гурт «Цукор — біла смерть». Так вдалося проіснувати аж до 1993 ріку, коли учасники почали відокремлюватися на користь власних проєктів. Надалі Світлана подалася власноруч творити музику, що привело до першого сольного альбому «Китиці» на польському лейблі Koka Records, який неодноразово рятував український андеґраунд, зважаючи на видання лейблів таких групи як — ФОА ХОКА, Вій, Казма Казма, The Ukrainians. Після серії концертів «Музика, яку не бачить світ» у 2000 році, виконавиця майже перестала перебувати на публіці, чим випала з поля зору фанатів.
Крім заняття власними альбомами, творчої наснаги вистачало і на сайд-проєкти, як-от: Сусіхвазибіда (1994), Fake (1994, Колон), Foxfire (1994, Колон), Pentamonia (1995, Urania-театр, Колон) Taran: Mod and Mini and Space Age (1996–1997, Мюнхен).
У 2010-х роках Няньо певною мірою повернулась на міжнародному рівні, що призвело до перевидання декотрих альбомів і поверненню до публічних виступів у 2017-тому році, включаючи музичні трансляції під час пандемії COVID-19.
У 2017 брала участь у фестивалі Counterflows, що проходив у Ґлазґо. Пізніше того ж року мала проєкт з Księżyc і Павелом Романчуком (пол. Paweł Romańczuk). Разом вони взяли участь у львівській частині фестивалю електронної музики Unsound Dislocation, фестивалі Energia Dźwięku у Вроцлаві. Також у вересні 2017 разом із фрі-джазовим гітаристом Рафаелем Рогінським (пол. Raphael Rogiński) започаткували дует Єлік (Elik). Дует зіграв у 2018 на фестивалі Ethniesy у Бидгощі і фестивалі WROCloveUKRAINA, Вроцлав. 2019 зіграли у Києві.
2018 вийшло перевидання альбому «Китиці».

## Особливості творчої композиції
Як зазначила сама Світлана, пісні мають чітку форму і зміст, поєднаний з мелодичністю, яка є найголовнішим критерієм. В основному текст складений власноруч від початку до кінця, однак часто стається коли запозичуються слова з інших національних пісень зі спробою адаптації на українську, під геть іншу, власну мелодію. Щодо тем і образів, то ось що вона відповіла під час одного з інтерв'ю, які виконавиця не часто дає:
Те, що мене хвилює — це якась загадка світу. Те, що може надихати, — це те, що ми бачимо лише краєм ока. Або навіть не бачити, а тільки відчути, і навіть не можемо розказати, що це було; якась темна загадкова сторона. Те, що нас супроводжує, що може нас налякати. Тема смерті, яка вже так близько, що сприймається як якесь визволення — чого людина може очікувати ніби з радістю. Тема містики загалом. Як я «з радістю наближаюся до переходу»... Якось так.

## Дискографія

### Альбоми
- Transilvania Smile (1994);
- Знаєш як? Розкажи (1995, разом з О. Юрченко);
- Китиці (1999);
- Лісова колекція (2017, разом з О. Юрченко);
- Звій (2020);
- Заморожені джунглі (2021, разом з ГиНерв і Таран);
- Eye Of The Sea (2023, разом з Томом Джеймсом Скоттом).